# Campbell (cràter)
Campbell és un gran cràter d'impacte que es troba en l'hemisferi nord de la cara oculta de la Lluna, al sud-oest de la plana emmurallada del cràter D'Alembert, una formació encara més gran. Si Campbell es trobés en el costat de la Lluna més proper a la Terra, seria un dels majors cràters visibles, amb una grandària lleugerament superior al del cràter Schickard. Està vorejat per diversos cràters, com Wiener al sud-oest, Von Neumann just al sud, Ley que recobreix la vora sud-oriental, i Pawsey situat cap a l'oest.
Aquesta formació ha estat fortament desgastada i erosionada per una història d'impactes, deixant una vora circular que és un anell irregular de crestes i pics. Múltiples petits cràters es troben al llarg de la vora i la paret interior, així com a través del sòl interior. Els més notables d'aquests cràters són Campbell X al llarg de la vora interior nord-est i Campbell N prop de la paret interna del sud.
Gran part del pis interior està cobert per una multitud d'impactes menors; amb l'excepció d'un ampli sector de la planta recoberta de nou per lava basàltica. Aquesta zona té una albedo més baixa que els seus voltants, apareixent per tant fosca. S'estén des del centre de Campbell cap a la vora occidental, i té un perímetre irregular.
Hi ha un cràter poc comú que s'estén al sud de Campbell i a l'oest de Von Neumann, format per diversos cràters superposats, sent el més recent Wiener F, una formació gairebé hexagonal amb un interior rugós.

## Cràters satèl·lit
Per convenció aquests elements són identificats en els mapes lunars posant la lletra en el costat del punt central del cràter que està més prop de Campbell.
|          | \| Campbell \| Coordenades \| Diàmetre \| \| -------- \| -------------------------------------- \| -------- \| \| A \| 52° 12′ N, 155° 12′ E / 52.2°N,155.2°E \| 20 km \| \| E \| 46° 24′ N, 158° 36′ E / 46.4°N,158.6°E \| 15 km \| \| N \| 43° 12′ N, 152° 18′ E / 43.2°N,152.3°E \| 23 km \| \| X \| 47° 42′ N, 149° 24′ E / 47.7°N,149.4°E \| 24 km \| \| Z \| 48° 48′ N, 152° 54′ E / 48.8°N,152.9°E \| 28 km \| |          |
| Campbell | Coordenades | Diàmetre |
| A        | 52° 12′ N, 155° 12′ E / 52.2°N,155.2°E | 20 km    |
| E        | 46° 24′ N, 158° 36′ E / 46.4°N,158.6°E | 15 km    |
| N        | 43° 12′ N, 152° 18′ E / 43.2°N,152.3°E | 23 km    |
| X        | 47° 42′ N, 149° 24′ E / 47.7°N,149.4°E | 24 km    |
| Z        | 48° 48′ N, 152° 54′ E / 48.8°N,152.9°E | 28 km    |